# Хијант
Хијант у грчкој митологији персонификација сезонских киша.

## Митологија
Био је син титана Атланта и Океаниде Плејоне или Етре. Трагично је изгубио живот у лову, тако што га је убио лав и због тога је пет његових сестара, које су га највише волеле, умрло од бола. Зевс се сажалио на њих и пренео их међу звезде као сазвежђе Хијаде. Такође је и њиховог брата пренео у сазвежђе водолије, које се не појављује на небу заједно са сазвежђем лава. Поједини извори га идентификују са Хилом, Херакловим љубимцем. Он је можда отац, а не брат Хијада и у том случају, њихова мајка је Беотија.

## Друге личности
Хигин је навео Хијанта и као једног од Ниобида.